# NGC 1175
NGC 1175 je galaksija u zviježđu Perzej.

## Vanjske poveznice
- SEDS: NGC 1175